# Luís de Saldanha da Gama Melo e Torres Guedes de Brito
Luís de Saldanha da Gama Melo e Torres Guedes de Brito, primeiro e único visconde com grandeza e marquês de Taubaté, (Rio de Janeiro, 1801 – Paris, 1837) foi um diplomata brasileiro do Primeiro Reinado.
Na histórica viagem do Príncipe Regente D. Pedro de Alcântara do Rio de Janeiro a Santos, em agosto de 1822 – da qual resultou a proclamação da independência do Brasil – Luís de Saldanha da Gama atuava como secretário de Estado.
Na passagem da comitiva por Guaratinguetá, D. Pedro conferiu-lhe o título de visconde de Taubaté – a próxima vila a ser visitada, entre 21 e 22 de agosto. Tornou-se veador (camareiro) da imperatriz D. Maria Leopoldina. Quando faleceu, em 1837, já era grande do Império, com o título de marquês de Taubaté.
Atual titular: Luiz Henrique Saldanha da Gama Lopes Machado – 2° Marquês de Taubaté.